# Olle Schmidt
Torsten Olof Fredrik "Olle" Schmidt, född 22 juli 1949 i Axvall i Skärvs församling, Skaraborgs län, är en svensk folkpartistisk politiker, ledamot av Europaparlamentet 1999–2004 och 2006–2014.
Schmidt har en magisterexamen i litteraturhistoria, nordiska språk, historia, statskunskap och informationsteknik från Lunds universitet. I slutet av 1970-talet arbetade han som ombudsman för Folkpartiet i Skåne.
Åren 1981–1982 var Schmidt informationssekreterare på dåvarande Handelsdepartementet under handelsminister Björn Molin. En kortare tid var han ledarskribent på Göteborgs-Tidningen och debattredaktör på Göteborgs-Posten.
Under 1980-talet var Schmidt politiskt aktiv inom kommunalpolitiken i Malmö: sjukvårdsstyrelsen, socialnämnden, kommunstyrelsen och kommunfullmäktige. Mellan 1991 och 1994 satt han i riksdagen för fyrstadskretsen. Därefter återvände Schmidt till kommunal- och regionpolitiken och var med och byggde upp den nya politiska strukturen i Skåne, idag Region Skåne.
1999 drog Marit Paulsen in Schmidt i EU-parlamentet, där han sysslade med frågor om mänskliga rättigheter, asyl- och flyktingpolitik, jämställdhetsfrågor och kanske framförallt ekonomiska och finansiella frågor.
Vid valet till Europaparlamentet 2004 förlorade Schmidt sin plats. Han blev utslagen på personröster av Maria Carlshamre, som en tid därefter lämnade Folkpartiet och anslöt sig till Feministiskt initiativ (FI). Schmidt arbetade för folkpartiets riksorganisation under ett par år. När Cecilia Malmström blev EU-minister i oktober 2006 blev Schmidt åter Europaparlamentariker. Schmidt är i parlamentet ordinarie ledamot och liberalernas vice koordinator i utskottet för ekonomi- och valutafrågor. Dessutom är han suppleant i utskotten för budgetkontroll samt i utskottet för inre marknad och konsumentskydd. Han är också ledamot och samordnare i den gemensamma parlamentariska församlingen för EU och AVS-länderna.
I Europaparlamentetet arbetar Olle Schmidt särskilt med frågor som tull, ekonomi och finansreglering, företagande och integritetsskydd. Han är också en av de svenska politiker som profilerat sig tydligast gällande euron.
Schmidt är en av de politiker som engagerat sig i mycket hög utsträckning för den fängslade svenske journalisten Dawit Isaaks fall.
Schmidt var under många år ledamot i Folkpartiets partistyrelse, ett uppdrag som han lämnade 2013, och har även ingått i partiledningen och partiets internationella utskott. Genom åren har Schmidt haft en rad statliga utredningsuppdrag, bland annat Personvalskommittén, Demokratiutredningen och Ansvarskommittén.
Schmidt är också aktiv i både ELDR och Liberals International.